# Валеріу Марку
Валеріу Марку (рум. Valeriu Marcu; *8 березня 1899, Бухарест — †4 липня 1942, Нью-Йорк, США) — румунський письменник і історик юдейського походження. Більшість творів написав німецькою мовою.

## Біографія
У віці 16-17 років відвідав лідера московських лівих Владіміра Лєніна у Цюріху. З 1920 жив у Берліні.
1926 порвав із комуністами і приєднався до консервативно-революційного руху. З 1929 неодноразово подавав заяву про надання громадянства, але всі його прохання були відхилені пруською владою.
Публікувався в журналах «Weltbühne», «Tage-Buch» і «Literarische Welt».
У листі до Готфріда Тревіранусу від 18 листопада 1938 Марку писав:
|  | Я ніколи не цікавився єврейським питанням, тому що це мені нецікаво. Я завжди дотримувався думки поета, який писав, що іудаїзм це не релігія, а нещастя. Послідовним релігійним продовженням іудаїзму для мене є католицизм. |

У 1941 за допомогою Варіана Фрая Марку перебрався в США.
Марку був одружений з Євою Доротеї Герзон (1908-2004). Їхня донька Ту Мікі (народилася в 1934 в Ніцці) живе на Манхеттені.
Марку, ймовірно, став прототипом Ігнаціо Мортона, одного з персонажів автобіографії «Die wenigen und die vielen. Roman einer Zeit» (1959, 1991) німецького критика і письменника Ганса Заля.
Румунський філолог-германіст Андрій Корбі-Хойшіе писав:
|  | Як властиво іноземцям, Марку був фанатиком асиміляції, який бачив свій ідеал в традиційному прусачестві і розглядав єврейське походження як злий рок. |

## Вибрані твори

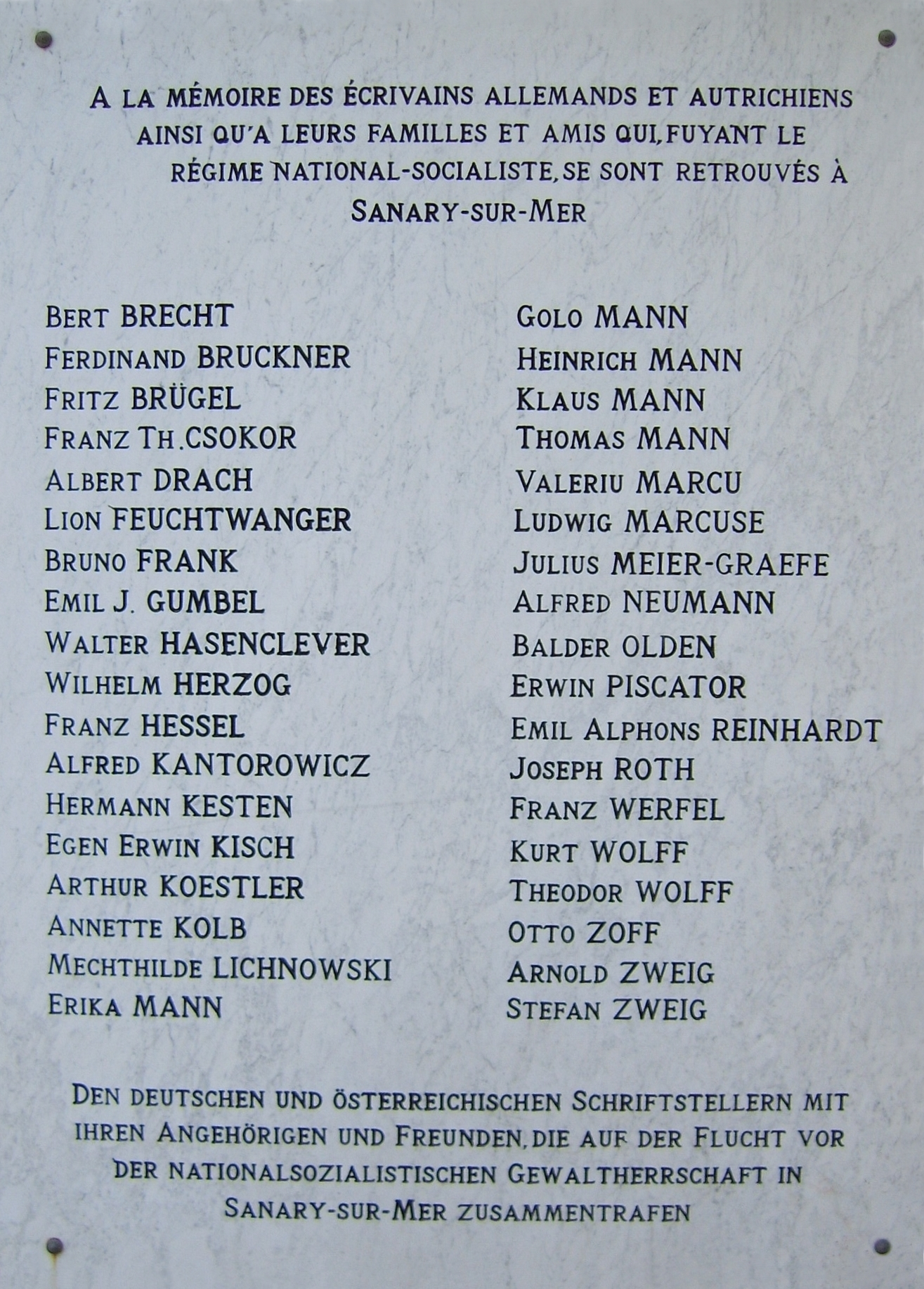
Меморіальна дошка

- Die weiße und rote Armee. — St. Petersburg: Verlag der Jugend-Internationale, 1921.
- Imperialismus und Frieden, Raubkrieg und Revolution (под псевдонимом Gracchus). — Berlin: Neuer Deutscher Verlag F. L. Halle & Co., 1924.
- Imperialismus und Friede. — Berlin, 1924.
- Schatten der Geschichte: 15 europäische Profile. — Berlin: Hoffmann und Campe, 1926.
- Wilhelm Liebknecht 1823-26: März 1926. Ein Bild der Deutschen Arbeiterbewegung. — Berlin, 1926.
- Der Rebell und die Demokratie: Zur Krise d. Sozialismus. — Berlin: E. LAub’sche Verlagsbuchhandlung, 1927.
- Lenin, 30 Jahre Russland: Mit zahlr., teilw. unveröff. Bildern. — Leipzig: Paul List, 1927.
- Das grosse Kommando Scharnhorsts. Die Geburt einer Militärmacht in Europa. — Leipzig: Paul List, 1928.
- Die Geburt der Nationen: Von der Einheit des Glaubens zur Demokratie des Geldes. — Berlin, 1930.
- Männer und Mächte der Gegenwart. — Berlin: Gustaf Kiepenheuer, 1930.
- Die Vertreibung der Juden aus Spanien. — Amsterdam: Querido Verlag, 1934.
- Machiavelli: Die Schule der Macht. — Amsterdam: Allert de Lange, 1937.
- Ein Kopf ist mehr als vierhundert Kehlköpfe. Gesammelte Essays. — Konstanz: Hartung-Gorre, 2002. — 252 S. — ISBN 978-3-89649-736-9.